# Юлин, Борис Егорович
Борис Егорович Юлин — советский хозяйственный, государственный и политический деятель.

## Биография
Родился в 1932 году в посёлке Привет. Член КПСС.
С 1953 года — на хозяйственной, общественной и политической работе.
До 1953 гг. — военнослужащий Советской Армии.
- В 1953—1955 гг. — слесарь-инструментальщик Куйбышевского авиазавода № 1 имени Иосифа Сталина.[1]
- В 1955—1967 гг. — моторист на орошении полей, завхоз, секретарь парторганизации, главный зоотехник колхоза имени Калягина Кинельского района Куйбышевской области.[1]
- В 1967—1997 гг. — председатель колхоза имени Калягина Кинельского района Куйбышевской/Самарской области.[1]

Избирался народным депутатом СССР.
Почётный гражданин Самарской области.
Умер в 2014 году.